# 本田睦
本田 睦（ほんだ むつみ、1924年（大正13年）1月10日-1991年（平成3年）2月16日）は、日本の工学者。専門は高速空気力学。工学博士。東北大学名誉教授。同大学の高速力学研究所（現・東北大学流体科学研究所）所長を務めた。

## 経歴
鹿児島県日置郡串木野村（現・いちき串木野市）出身。父は後に串木野市議会議長を務める本田戸助。鹿児島県立第二鹿児島中学校 (旧制)を四年修了して、1942年（昭和17年）9月第七高等学校造士館 (旧制)理科卒業。1945年（昭和20年）9月東京帝国大学第一工学部航空学科卒業。終戦直後で職がないため、卒業後一時帰郷してカライモ（サツマイモ）づくりや戦災で焼けた自宅の建て直しをおこなった。1947年（昭和22年）東北大学高速力学研究所の助手となり、仙台市の同大学に赴任。1949年（昭和24年）5月20日、高速力学研究所助教授に就任。1953年（昭和28年）4月1日より、大学院工学研究科も担当。1961年（昭和36年）5月26日、論文「遷音速流及び衝撃波と境界層との干渉に関する理論的研究」により東北大学より工学博士号授与。
同年10月16日、東北大学高速力学研究所教授に昇任。1963年（昭和38年）日本機械学会賞受賞。1979年（昭和54年）4月1日から1984年（昭和59年）3月末まで東北大学高速力学研究所所長。その他、東北大学評議員（3期、1977年（昭和52年）10月1日～1984年（昭和59年）3月末）や高速力学研究所附属気流計測研究施設長（1985年（昭和60年）6月16日～1987年（昭和62年）3月末）も併任。1987年（昭和62年）3月末に東北大学教授を退官し、4月1日付で名誉教授。